# Emanuel Reiter
Emanuel Reiter (* 7. August 1984 in Rosenheim) ist ein deutsch-schweizerischer Popsänger, Songwriter und Musikproduzent. Seine Liedtexte sind mehrheitlich in Standarddeutsch verfasst. In der Vergangenheit hatte er aber auch Songs in Englisch und bayrischem Dialekt geschrieben. Emanuel Reiter tritt bei Konzerten sowohl als Solokünstler als auch mit seiner Band auf. Der Singer/Songwriter spielte bereits an verschiedensten Festivals wie z. B. am Open Air St. Gallen, Moon&Stars, FLOSS Festival, Gurtenfestival oder auch in Deutschland beim Rosenheim Sommerfestival.

## Leben und Werk
Emanuel Reiter ist im oberbayerischen Rosenheim geboren und im Raum München aufgewachsen. Als Kind und Jugendlicher spielte er mehrheitlich Klavier, wobei er nie anhaltenden Musikunterricht erhalten hat. Als Jugendlicher begann er, erste eigene Songs zu schreiben. Erst in den Zwanzigern entdeckte er auf einer Reise durch Neuseeland die Gitarre für sich. Nach seiner Ausbildung zum Mechatroniker, hatte er ein Jobangebot in der Schweiz erhalten. Bevor er ganz auf die Musik setzte, hatte er bis 2018 als Projektleiter in der Forschung & Entwicklung für die Bühler AG gearbeitet.
Gemeinsam mit Freunden gründete Emanuel seine erste Band namens NewCourse in der Schweiz. Bis 2007 war er Sänger und Songwriter dieser Band. Danach begann seine Solokarriere. Im Oktober 2008 veröffentlichte Emanuel Reiter seine erste Single Will you wait for me, die vor allem von Radio SRF 3 (damals noch DRS 3) und lokalen Sendern während dem Jahre 2009 regelmässig gespielt wurde. Um noch authentischere Texte schreiben zu können, entschied er sich kurz darauf seine Lieder in hochdeutsch zu schreiben.
Keine Zeit zu verlieren war eine EP mit fünf Songs, welche im Dezember 2010 veröffentlicht wurde. Mehrere Schweizer Radiosender spielten regelmässig Songs aus dieser EP.
Nach über 300 Konzerten in Deutschland, Österreich und der Schweiz folgte 2017 das erste offizielle Album: Von guten & anderen Zeiten.
Ende 2017 erreichte das Album Von guten & anderen Zeiten für zwei Wochen Platz 38 in den Schweizer Album-Charts.
Reiter war in verschiedenen TV-Formaten wie z. B. dem ZDF-Fernsehgarten oder bei der SRF 1 Glückskette mit verschiedenen Singles zu Gast. Während der Corona-Zeit ist der Song Wir haben immer noch uns entstanden. Produziert wurde dieser von Andreas Herbig. 2021 erschienen die beiden Singles Ich bin hier und Stark sein, die er mit dem Zürcher Produzenten Benjamin Alasu produziert hat.
2022 arbeitete er in Hamburg an der Single Wolken im Kopf. Diese wird per 2024 immer wieder im Radio SRF1 oder regionalen Sendern von Radio ORF gespielt.
2024 ist die Single Beste Zeit erschienen, die wiederum Radiostationen lief. Dafür kooperierte er in Berlin mit Christian Neander.

## Diskografie
Alben
- 2017: Von guten & anderen Zeiten

EPs
- 2011: Keine Zeit zu verlieren

Singles
- 2008: Will you wait for me
- 2017: Ich weiss nicht wie (Die eine Liebe)
- 2017: Wiedersehen
- 2018: Aussergewöhnlich
- 2020: Wir haben immer noch uns
- 2020: Wir haben immer noch uns (Hamburg Version)
- 2021: Auf & davon
- 2021: Ich bin hier
- 2022: Stark sein
- 2022: Wolken im Kopf
- 2024: Beste Zeit

## Musikvideos
- 2009: Will you wait form me
- 2016: Hin & Weg
- 2016: Danke
- 2017: Wiedersehen
- 2017: Ich weiss nicht wie (Die eine Liebe)
- 2018: Aussergewöhnlich
- 2021: Auf & davon
- Ich bin hier
- 2022: Stark sein
- 2024: Beste Zeit